# Žabare (Kruševac)
Pour les articles homonymes, voir Žabare.
Žabare (en serbe cyrillique : Жабаре) est un village de Serbie situé sur le territoire de la Ville de Kruševac, district de Rasina. Au recensement de 2011, il comptait 287 habitants.

## Démographie

### Évolution historique de la population
| 1948 | 1953 | 1961 | 1971 | 1981 | 1991 | 2002 | 2011 |
| ---- | ---- | ---- | ---- | ---- | ---- | ---- | ---- |
| 423  | 467  | 462  | 469  | 416  | 401  | 361  | 287  |

|  |